# 4763 Ride
4763 Ride је астероид главног астероидног појаса са средњом удаљеношћу од Сунца која износи 2,656 астрономских јединица (АЈ).
Апсолутна магнитуда астероида је 12,3.